# I will Survive
『I will Survive』（アイ・ウィル・サヴァイヴ）は、真心ブラザーズの7枚目のスタジオ・アルバム。1998年4月22日にKi/oon Recordsから発売された。

## 概要
- ジャケットのイラストは、すぎむらしんいちが手がけている。
- オリジナル・アルバムとしては、2015年現在、唯一のトップ10入りを果たした作品。
- 2021年10月6日にはソニーミュージックの90年代に発表した名盤をアナログレコードで再発売する＜GREAT TRACKS 90's CLASSICS VINYL COLLECTION＞の第1弾として、THE BOOMの「極東サンバ」と共にアナログレコード化された。カッティングはバーニー・グランドマンが担当。

## 収録曲
1. BABY BABY BABY (5:23)
作詞・作曲：倉持陽一、編曲：桜井秀俊
19枚目のシングル。
2. Sound of Love (アルバム・ヴァージョン) (3:24)
作詞・作曲：桜井秀俊、編曲：桜井秀俊・HAKASE
18枚目のシングルのカップリング曲。
3. メトロノーム (3:48)
作詞・作曲：桜井秀俊、編曲：桜井秀俊
4. 愛のオーラ (アルバム・ヴァージョン) (5:21)
作詞・作曲：倉持陽一、編曲：桜井秀俊
18枚目のシングルのアルバムバージョン。倉持が吉村由美（PUFFY）に提供した楽曲（「大貫亜美吉村由美」名義のアルバム「solosolo」収録）のセルフカバーで、1番の歌詞をリピートしているため収録時間が長くなっている。
5. ポプラ (3:57)
作詞・作曲：倉持陽一、編曲：桜井秀俊
6. OH!ベイビープリーズ (2:24)
作詞・作曲：倉持陽一、編曲：桜井秀俊・HAKASE
7. ENDLESS SUMMER NUDE (5:16)
作詞：桜井秀俊・倉持陽一、作曲：桜井秀俊、編曲：CHOKKAKU
17枚目のシングル。
8. チャンス (6:15)
作詞・作曲：倉持陽一、編曲：桜井秀俊
9. 手紙 (3:33)
作詞・作曲：桜井秀俊、編曲：桜井秀俊
10. ソファー (3:57)
作詞・作曲：桜井秀俊、編曲：桜井秀俊
11. RELAX〜OPEN〜ENJOY (5:48)
作詞・作曲：倉持陽一、編曲：桜井秀俊